# Melasina kuldjaensis
Melasina kuldjaensis är en fjärilsart som beskrevs av Caradja 1921. Melasina kuldjaensis ingår i släktet Melasina och familjen säckspinnare. Inga underarter finns listade i Catalogue of Life.